# Olaflur
Olaflúr je organska spojina s fluorom, ki se za preventivo zobne gnilobe nanese na zobno površino. Uporablja se kot sestavina zobnih past in raztopin za ustno votlino. Na trgu je že od leta 1966. Zlasti v kombinaciji z dektafluorjem se uporablja v gelih za zdravljenje zgodnjih oblik zobne gnilobe, občutljivih zob ter v profesionalnih izdelkih, ki jih uporabljajo zobozdravniki za refluoridacijo poškodovane sklenine.

## Preveliko odmerjanje
Preodmerjanje olafluorja lahko vodi v draženje ustne sluznice. Pri občutljivih posameznikih lahko draženje povzročijo že običajni odmerki. Kot tudi druge fluorove soli je olaflur toksičen, če se uporablja v visokih odmerkih in v daljšem trajanju. Zlasti pri otrocih, ki še nimajo stalnih zob, lahko preveliko odmerjanje povzroči zobno fluorozo, ki se kaže kot razbarvanje in oslabitev sklenine.
Pri akutnem zaužitju prevelikega odmerka, na primer, če posameznik pogoltne pripravek z olaflurjem, se kot protisredstvo lahko uporabi kalcij v kateri od peroralnih oblik. Uporabi se lahko mleko, saj vsebuje kalcij.

## Interakcije
Ker je kalcijev fluorid praktično netopljiv v vodi, zdravila in hrana, ki vsebujejo kalcij, zavre delovanje olaflurja.

## Kemične lastnosti in mehanizem delovanja
Olaflur je sol, ki v strukturi vsebuje alkilaminska kationa in fluoridna aniona. Zaradi dolge lipofilne ogljikovodične verige ima alkilaminski kation lastnosti površinsko aktivne snovi. Na zobni površini tvori filmski sloj, iz katerega oddaja fluoridne ione, le-ti pa se vgrajujejo v sklenino. Hidroksiapatit, primarni mineral sklenine, se v vrhnjih slojih zaradi vezave fluoridnih ionov pretvarja v odpornejši fluoroapatit. Fluoridacija doseže globino le nekaj nanometrov, kar poraja vprašanja, ali je tvorba fluoroapatita res bistveni mehanizem delovanja.